# Franco Bagnato
Francisco Franco Bagnato (Tapiales, La Matanza, Buenos Aires, Argentina; 15 de julio de 1961) es un periodista y político argentino. Es conocido por haber sido el conductor del programa Gente que busca gente y desempeñarse como senador de la Provincia de Buenos Aires del 2017 hasta el 2021.

## Carrera
Hijo de inmigrantes italianos, su padre Francisco apodado  ·Chicho" trabajaba de tornero en un laboratorio de productos medicinales y su madre, Antonia Varcasia, Apodada Neneta. Cuando Franco tenía 12 años se fueron a vivir a Mar del Plata ya que su padre había conseguido el puesto de portero en un edificio. Bagnato terminó la secundaria en un colegio nocturno. Mientras trabajaba en una  inmobiliaria vendiendo casas para pasar el verano en Mar del Plata y llevaba estudiando un año de Historia, conoce a Juan Alberto Badia quien lo invitó a la Radio en el Hotel Hermitage y a su programa Flecha Juventud. Estudió y egresó del COSAL (Instituto Superior de las Comunicaciones Sociales) en 1984, junto a otros compañeros de ruta, como Marita Monteleone, Marcela Feudale y Jorge Formento. 
En televisión fue el conductor de popular programa Gente que busca gente, que se emitió desde 1997 hasta 2001, por América TV y trataba de sencillamente de unir personas que por algún u otro motivo intentaban buscarse. Dicho programa tuvo varias nominaciones a los Premios Martín Fierro como así también fue merecedor de dicho galardón como "Mejor programa de servicios" en 1997 y en 1999. Condujo el programa de 2014, Doctores, con la locución de Tucu López. Fue invitado a varios ciclos como Televisión registrada, Sábado Bus,  Mañanas informales, Intrusos y AM, antes del mediodía.
Después continuó ejerciendo su profesión pero esta vez fuera de su país, conduciendo distintos programas en Miami, Estados Unidos. 
Tras su vuelta, fundó junto a Germán Fumaroni, Radio Brisas Mar del Plata. Posteriormente y tras valorar su salto a la política con personajes de la talla de Sergio Massa y el productor teatral, Javier Faroni, se decantó por apoyar a Mauricio Macri, fue electo senador de la Provincia en representación de la Quinta Sección Electoral por Cambiemos, alentado por la Gobernadora María Eugenia Vidal. Se desempeñó como presidente de la Comisión de Libertad de expresión del Senado Provincial. Durante su gestión hizo hincapié en los aspectos fundamentales del proyecto de ley de Identidad de Origen, el cual garantiza la realización de pruebas genéticas gratuitas para quienes no tengan el recurso económico para poder costear. En diciembre del 2020 comenzó una recorrida presencial por las localidades de la sección electoral ala que representó luego de meses de contacto virtual que le permitió estar al tanto de lo que sucede en el territorio. También tuvo reuniones con la Presidente del Concejo Deliberante, Daniela Arrabit, las concejalas Sara Angelinetti y Cristina Martinez Corbela y el concejal Patricio Damore para profundizar sobre las necesidades y la actividad legislativa local.
En radio se inició en Radio Continental. Luego condujo el programa Esta Noche o Nunca por Radio Mitre con Ángel de Brito. Fue director de Radio Provincia de Buenos Aires y también paso por Radio 10 donde trabajó con Rodrigo Lussich. También tuvo una importante gestión en Radio Provincia. También tuvo a cargo la conducción de decenas de programas como los de Radio Atlántica LU6 – Mar del Plata (El puerto y la actualidad, Noche tras noche y Entre paréntesis); Radio Mar del Plata LRI209 – Mar del Plata (Sol de Madrugada); Radio La Voz de Comahue LU19 – Río Negro/Neuquén (Cada Día); entre muchos otros.
A lo largo de más de treinta años de carrera recibió numerosas nominaciones, premios y homenajes. Obtuvo el Premio Santa Clara de Asís (1998).

## Televisión
- 2014: Doctores, un show saludable[8]
- 2003: Franco y la Gente
- 2000/2002: Puente de amor
- 1997/2001: Gente que busca gente

## Radio
- 2009: En Línea con Franco. Vale 97.5
- 2007: Te soy Franco. Los 40 Argentina
- 2006: Francamente. Blue 100.7
- 2006: Encuentrame, te estoy esperando. Radio 10
- 2004: Esta Noche o Nunca. Radio Mitre
- 1996/1997: Día Franco. Radio Continental
- 1992/1995: Es la vida. FM Hit Argentina
- 1991: Ahora y Siempre. Radio Antártida
- 1990: Más allá del 2000.Radio Splendid (La 990)
- 1989: Francamente mejor. Cadena 3 Argentina
- 1988: Franco en domingo. FM Z95
- 1987: Cada Día. FM Láser 102
- 1986: Sol de Madrugada. FM Si
- 1986: Entre paréntesis. FM Horizonte
- 1985/1988: Noche tras noche. FM Okey
- 1985: El puerto y la actualidad. Radio El Mundo

## Premios y homenajes
| 1987      | Premio Hipocampo                                                         | Radio Mar del Plata LRI209          | Sol de Madrugada      | Entregado por Club de Leones Mar del Plata Norte - Asociación Internacional de Club de Leones                                                                                    |
| 1995      | Premio a Comunicadores y Medios Bonaerenses                              | Radio Atlántica LU6 (Mar del Plata) | Es la vida            | Entregado por el Concejo Profesional de Ciencias Económicas. |
| 1998      | Premio Santa Clara de Asís                                               | América TV                          | Gente que busca gente | Otorgado por revalorización de lazos familiares |
| 1996-2000 | Premio Martín Fierro                                                     | América TV                          | Gente que busca gente | Nominación a Mejor Programa de Televisión de Servicios y Mejor Conductor de Televisión                                                                                           |
| 2007      | Reconocimiento Rotary Club Mar del Plata                                 |                                     |                       | Inmigración Italiana en Mar del Plata. |
| 2008      | Reconocimiento Instituto Superior de las Comunicaciones Sociales – COSAL |                                     |                       | Bodas de Plata egreso. |
| 2008      | Premios Martín Fierro del Interior                                       | FM Brisas, la radio más premiada    |                       | |
| 2010      | Reconocimiento Universidad FASTA                                         |                                     |                       | En el DÍa del Periodista por su honestidad intelectual, su compromiso con la verdad y su ética profesional alentándolo a continuar con la noble tarea de servicio a la comunidad |
| 2011      | Premio COSAL – Instituto Superior de las Comunicaciones Sociales         |                                     |                       | A la trayectoria |
| 2013      | Reconocimiento del Rotary Club Mar del Plata Peralta Ramos               |                                     |                       | Día del locutor |